# 봉화군수
봉화군수는 경상북도 봉화군의 군수이다.

## 역대 봉화군수
| 대수     | 군수   | 임기                                |
| -------- | ------ | ----------------------------------- |
| 초대     | 최도훈 | 1945년 10월 1일 ~ 1946년 3월 31일   |
| 2대      | 최순교 | 1946년 4월 1일 ~ 1947년 5월 31일    |
| 3대      | 장치권 | 1947년 6월 1일 ~ 1948년 3월 31일    |
| 4대      | 황태연 | 1948년 4월 1일 ~ 1949년 10월 6일    |
| 5대      | 조철기 | 1949년 10월 7일 ~ 1950년 5월 4일    |
| 6대      | 정관용 | 1950년 5월 5일 ~ 1950년 9월 20일    |
| 7대      | 오세헌 | 1950년 9월 21일 ~ 1951년 3월 17일   |
| 8대      | 이중삼 | 1951년 3월 18일 ~ 1952년 1월 13일   |
| 9대      | 서상시 | 1952년 2월 1일 ~ 1952년 10월 31일   |
| 10대     | 고광엽 | 1952년 12월 16일 ~ 1953년 9월 20일  |
| 11대     | 류시수 | 1953년 9월 21일 ~ 1957년 1월 17일   |
| 12대     | 안영호 | 1957년 1월 18일 ~ 1960년 5월 14일   |
| 13대     | 박흥갑 | 1960년 5월 15일 ~ 1960년 10월 27일  |
| 14대     | 이창석 | 1960년 10월 28일 ~ 1961년 7월 21일  |
| 15대     | 최진태 | 1961년 7월 22일 ~ 1961년 11월 9일   |
| 16대     | 이태수 | 1961년 11월 10일 ~ 1962년 12월 21일 |
| 17대     | 김병원 | 1963년 1월 1일 ~ 1965년 3월 26일    |
| 18대     | 김정주 | 1965년 3월 27일 ~ 1967년 11월 14일  |
| 19대     | 이창호 | 1967년 11월 15일 ~ 1970년 3월 2일   |
| 20대     | 김정록 | 1970년 3월 3일 ~ 1971년 8월 20일    |
| 21대     | 신경균 | 1971년 8월 21일 ~ 1973년 11월 2일   |
| 22대     | 권명흠 | 1973년 11월 3일 ~ 1976년 4월 2일    |
| 23대     | 고정환 | 1976년 4월 3일 ~ 1978년 3월 3일     |
| 24대     | 박순태 | 1978년 3월 4일 ~ 1979년 5월 13일    |
| 25대     | 조갑희 | 1979년 5월 14일 ~ 1981년 6월 30일   |
| 26대     | 김호동 | 1981년 7월 6일 ~ 1982년 9월 17일    |
| 27대     | 최제동 | 1982년 9월 18일 ~ 1985년 3월 24일   |
| 28대     | 남봉우 | 1985년 3월 25일 ~ 1986년 3월 7일    |
| 29대     | 이상해 | 1986년 3월 8일 ~ 1986년 5월 29일    |
| 30대     | 권혁대 | 1986년 6월 9일 ~ 1988년 2월 16일    |
| 31대     | 박희삼 | 1988년 2월 17일 ~ 1988년 6월 10일   |
| 32대     | 최희욱 | 1988년 6월 11일 ~ 1989년 12월 26일  |
| 33대     | 박정훈 | 1989년 12월 27일 ~ 1990년 8월 28일  |
| 34대     | 이강웅 | 1990년 8월 29일 ~ 1991년 7월 15일   |
| 35대     | 홍복근 | 1991년 7월 16일 ~ 1992년 7월 2일    |
| 36대     | 구태서 | 1992년 7월 3일 ~ 1994년 1월 2일     |
| 37대     | 박승호 | 1994년 1월 3일 ~ 1994년 12월 31일   |
| 38대     | 최윤영 | 1995년 1월 1일 ~ 1995년 6월 30일    |
| 39, 40대 | 엄태항 | 1995년 7월 1일 ~ 2002년 6월 30일    |
| 41대     | 류인희 | 2002년 7월 1일 ~ 2006년 6월 30일    |
| X        | 김희문 | 당선 무효                           |
| 권한대행 | 김제호 | 2006년 7월 1일 ~ 2006년 7월 25일    |
| 권한대행 | 권오철 | 2006년 7월 26일 ~ 2007년 4월 25일   |
| 42대     | 엄태항 | 2007년 4월 26일 ~ 2010년 6월 30일   |
| 43대     | 박노욱 | 2010년 7월 1일 ~ 2014년 6월 30일    |
| 44대     | 박노욱 | 2014년 7월 1일 ~ 2018년 6월 30일    |
| 45대     | 엄태항 | 2018년 7월 1일 ~ 2022년 6월 30일    |
| 46대     | 박현국 | 2022년 7월 1일 ~                    |

## 같이 보기
- 봉화군수 선거